# Flames of Eternity
Flames of Eternity — пятый студийный альбом голландской метал-группы Imperia, выпущенный в 2019 году.

## Запись альбома
Работу над записью альбома группа начала в 2017 году. Гитарист Ян Ирлунд делал запись своей гитары в своей студии в Финляндии. Бас-гитарист Джерри Ферштрекен для своей готовил запись в Бельгии.
В качестве приглашённых музыкантов в записи альбома принимали участие клавишник из немецкой группы Everon Оливер Филиппс и финский скрипач Хенрик Перелло, а также бывший гитарист группы Imperia — Джон Штам. Ударные были записаны в студии Fantom Studio в Финляндии. Оркестровки Одуна Гроннестада были записаны в Норвегии.
Микшированием и мастерингом занимался звукорежиссёр из Дании Якоб Хансен на датской студии звукозаписи Hansen. Художественным оформлением (артворком) занимался Ян Ирланд.
В феврале 2019 года перед выпуском альбома вышли два официальных лирических видеоклипа на песни «Book of Love» и «Fear Is an Illusion», а следом и видеоклип на песню «Unspoken Words».
Альбом был выпущен 22 февраля 2019 года немецким лейблом звукозаписи Massacre Records.

## Список композиций
| №                   | Название              | Длительность |
| ------------------- | --------------------- | ------------ |
| 1.                  | «The Scarred Soul»    | 5:31         |
| 2.                  | «Fear Is an Illusion» | 4:57         |
| 3.                  | «Unspoken Words»      | 4:12         |
| 4.                  | «Book of Love»        | 4:47         |
| 5.                  | «Blinded»             | 3:39         |
| 6.                  | «Invisible Tears»     | 7:40         |
| 7.                  | «Otherside»           | 5:16         |
| 8.                  | «Beauty Within»       | 4:11         |
| 9.                  | «My Guardian Angel»   | 5:20         |
| 10.                 | «The Ocean»           | 5:57         |
| 11.                 | «A Crying Heart»      | 4:21         |
| Общая длительность: | Общая длительность:   | 58:56        |

| №   | Название                 | Длительность |
| --- | ------------------------ | ------------ |
| 12. | «Mother» (Piano version) | 3:00         |

## Состав
Группа
- Хелена Ирен Михальсен (Helena Iren Michaelsen) — вокал
- Ян Ирланд (Jan «Örkki» Yrlund) — соло-гитара
- Джерри Ферштрекен (Gerry Verstreken) — бас-гитара
- Стив Вольц (Steve Wolz) — ударные

Сессионные музыканты
- Джон Штам (John Stam) — гитара
- Оливер Филипс (из Everon; Oliver Philipps) — оркестровка, гитара, бэк-вокал
- Хенрик Перелло (Henrik Perelló) — скрипка